# Satoka
Satoka (makedonska: Сатока) är ett vattendrag i Nordmakedonien.   Det ligger i kommunen Novaci, i den södra delen av landet, 100 kilometer söder om huvudstaden Skopje.